# Фанокл
Фанокл (*Πανοκλῆς, II ст. до н. е.  —354 до н. е.) — давньогрецький поет Александрійської школи часів еллінізму.

## Життєпис
Про його життя майже нічого невідомо. Мешкав в Александрії Єгипетській, ймовірно, при дворі Птолемеїв. Його стиль схожий з Каллімахом, Гермесіанаксом, Філітом Коським. Склав збірre елегій «Любовні пристрасті» про любов до хлопчиків, починаючи з найдавніших часів. Кожен епізод він починав словами «або ж так, як», наслідуючи в цьому «Еоям» Псевдо-Гесіода. Зберігся уривок про смерть Орфея, що стала розплатою за його пристрасть до юнака Калаїда, сина Борея та учасника походу аргонавтів.